# 卡利甘傑烏帕齊拉 (加濟布爾縣)
卡利甘傑是孟加拉國的一個烏帕齊拉，位於達卡專區的加濟布爾縣。

## 人口
卡利甘傑烏帕齊拉共有戶數32588戶。據1991年孟加拉國人口普查，該地共有人口175915人，其中男性佔比51.86%，女性48.14%；成年人口87404人。該地7歲以上人口之平均識字率為33.6%，略高於全國平均值（32.4%）。